# Maicon Pereira Roque
Maicon Pereira Roque (Barretos, 14 september 1988) is een Braziliaans voetballer die bij voorkeur als centrale verdediger speelt.

## Clubcarrière
Maicon begon zijn spelerscarrière bij Cruzeiro EC. In 2008 trok hij naar Associação Desportiva Cabofriense. Na enkele maanden trok hij naar het Portugese CD Nacional. Daar speelde hij één seizoen waarin hij 28 competitiewedstrijden speelde. Op 4 juni 2009 tekende hij een vijfjarig contract bij de regerende Portugese landskampioen FC Porto. In zijn eerste seizoen speelde hij slechts vier wedstrijden. Nadat Bruno Alves verkocht werd aan het Russische Zenit Sint-Petersburg, kreeg Maicon een basisplaats. Tijdens het seizoen 2010-2011 speelde hij mee in 37 officiële wedstrijden. Het seizoen erna won hij na een blessure van de Roemeen Cristian Săpunaru de concurrentiestrijd met Jorge Fucile op de positie van rechtsachter. In het seizoen 2012/2013 concurreerde hij met de Argentijn Nicolás Otamendi voor een plek naast Eliaquim Mangala in het hart van de verdediging. Maicon werd in 2016 uitgeleend aan Sao Paulo in zijn thuisland, en later nam Sao Paulo hem definitief over van FC Porto.